# Chaetonerius brachialis
Chaetonerius brachialis är en tvåvingeart som beskrevs av Günther Enderlein 1922. Chaetonerius brachialis ingår i släktet Chaetonerius och familjen Neriidae. Inga underarter finns listade i Catalogue of Life.